# 达溪镇
达溪镇，是中华人民共和国贵州省毕节市大方县下辖的一个乡镇级行政单位。

## 行政区划
达溪镇下辖以下地区：
达溪社区、达溪村、果这村、新店村、大湾村、坝子村、冷底村、新寨村、雨卷村、椒子山村和聚河村。